# Patrimonio industrial

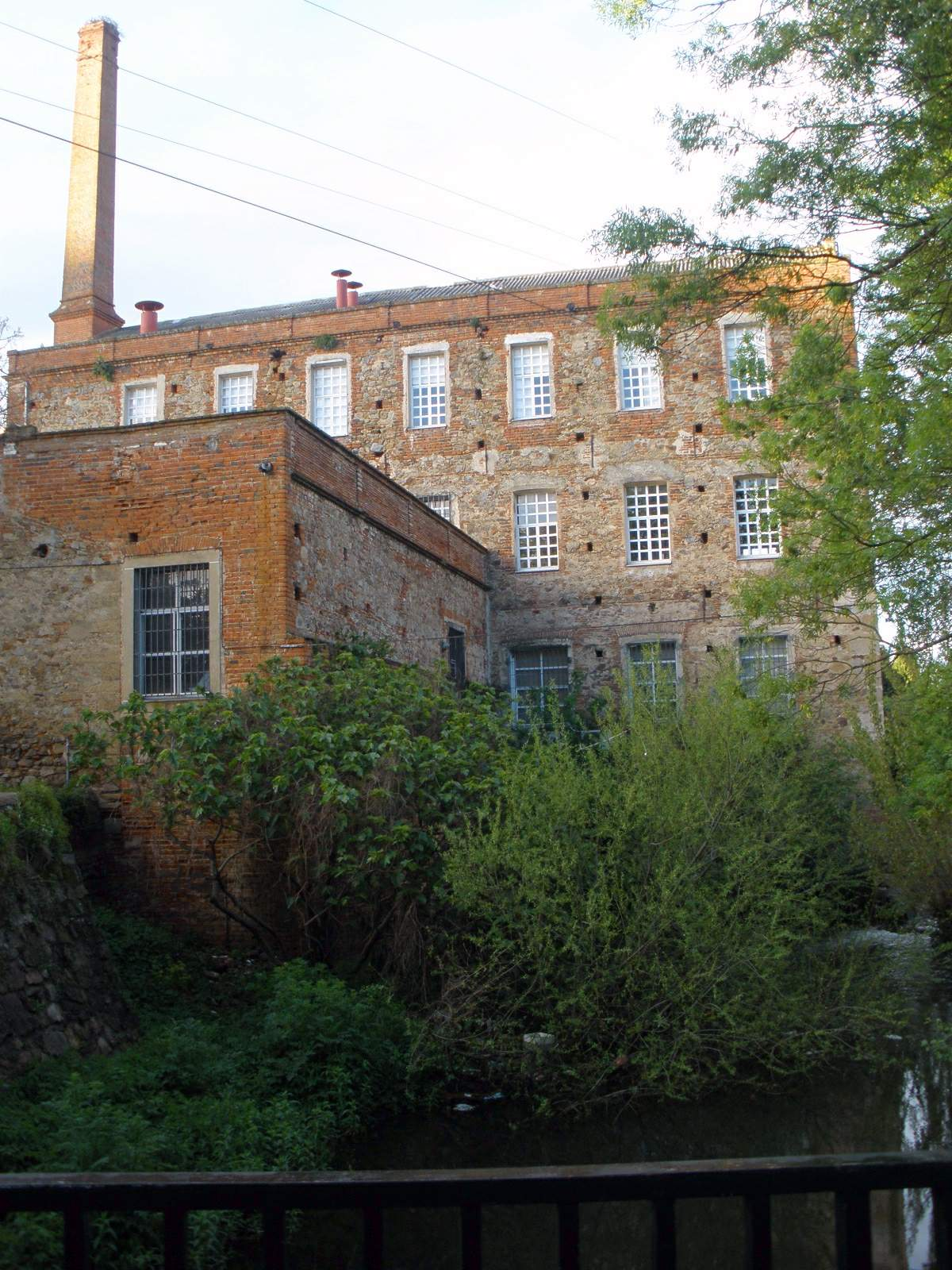
Antigua fábrica en Plasencia (Provincia de Cáceres, España).

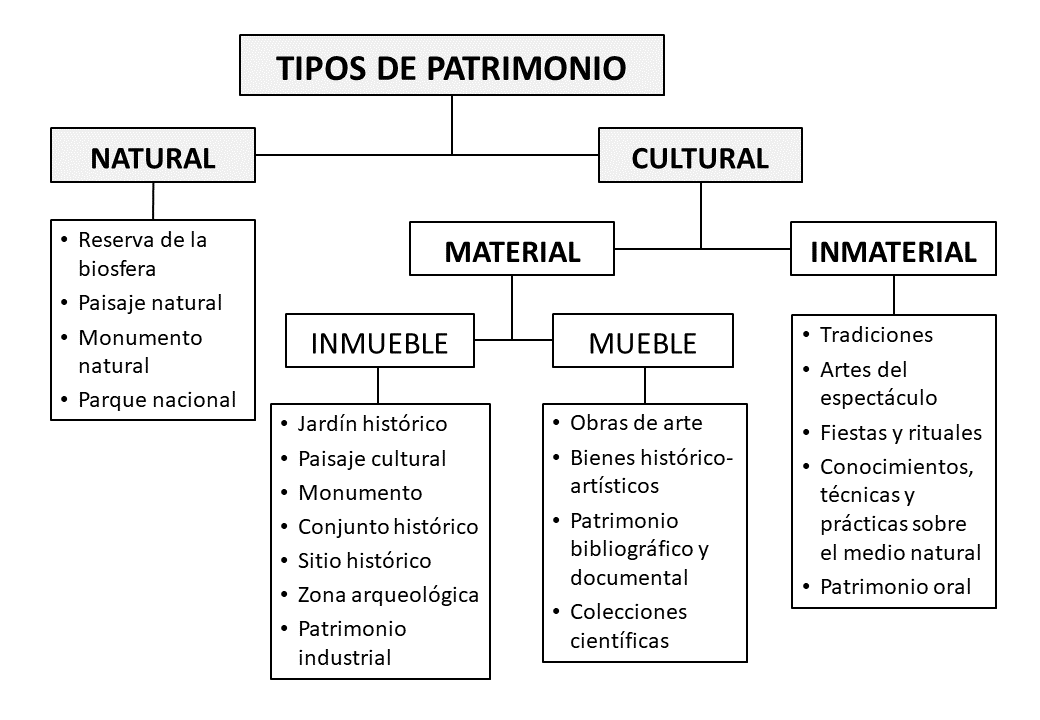
Tipos de patrimonio.

El patrimonio industrial es, según el International Committee for the Conservation of the Industrial Heritage, el conjunto de restos de la cultura industrial que poseen un valor histórico, tecnológico, social, arquitectónico o científico. Estos restos consisten en edificios y maquinaria, talleres, molinos y fábricas, minas y sitios para procesar y refinar, almacenes y depósitos, lugares donde se genera, se transmite y se usa energía, medios de transporte y toda su infraestructura, así como los sitios donde se desarrollan las actividades sociales relacionadas con la industria, tales como la vivienda, el culto religioso o la educación.

## Antecedentes
Gran Bretaña, cuna de la Revolución industrial, fue escenario del primer reconocimiento del Patrimonio Industrial, a través del Council British Archaeology, el cual creó en 1959 un comité especial para preservar los monumentos industriales —The National Survey of Industrial Monuments—. 
En 1971 nace la primera organización para la defensa de la Arqueología Industrial, la A.I.A. que celebraría su reunión inaugural en York en 1972 y posteriores Congresos en 1973, en Ironbridge, 1975, en Bochum y Grangarde (Suecia), en el año 1978. Finalmente, en 1978 se crea el TICCIH (The International Committee for the Conservation of the Industrial Heritage), comité encargado de estudiar, inventariar, conservar y difundir el Patrimonio Industrial, además de fomentar la relación entre las personas interesadas en esta materia a nivel internacional.

## Gran Bretaña

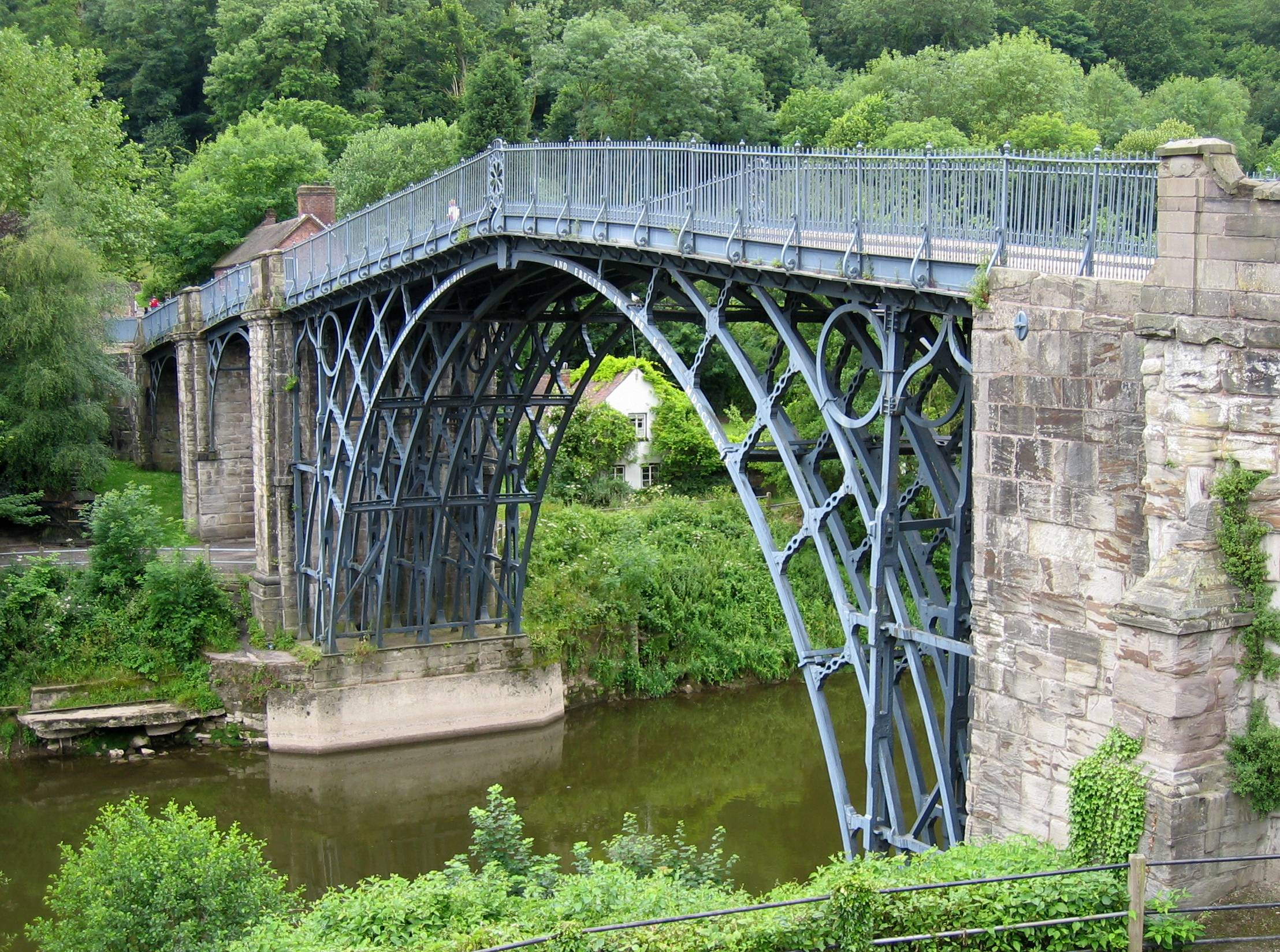
Garganta de Ironbridge, Reino Unido.

Posiblemente la iniciativa de recuperación de Patrimonio Industrial que goza de un mayor reconocimiento internacional es el Ironbridge Gorge Museum, emplazado en el valle del [río Severn (Reino Unido)|río Severn], región que se convirtió en principal centro productor de hierro de toda Gran Bretaña. En 1959, los propietarios de la fundición de Coalbroodale, animados por un historiador local, descubrieron el horno donde, por primera vez, se utilizó cock para fundir el hierro en 1709. 
En 1968, la recién creada Fundación del Museo del Valle de Ironbridge se hizo cargo de este proyecto de difusión cultural y comenzaron a restaurar el viejo puente de hierro de fines del siglo XVIII (The Iron Bridge) así como un pueblo típico de la época victoriana, con sus pozos de hulla, forjas y ladrillares. También se transformaron en museos la fábrica de cerámica de Jackfield y la de porcelana de Coalport. Además, se restauraron dos caserones de la familia Darby y varias viviendas obreras.
La política de preservación del Patrimonio Industrial del área de Mánchester se ha desarrollado inicialmente con un inventario de las instalaciones en peligro, seguido por una política de reutilización de determinados edificios. 
Las actuaciones más reseñables fueron la restauración y reurbanización de las estaciones de Liverpool Road Railway y la de Castlefield Basin, ambas en el centro de la ciudad, convertidas en sede del Museo de la Ciencia y de la Industria de Mánchester, que fue inaugurado en 1983. El Museo incorporó, entre otros edificios históricos de alto interés, la estación de pasajeros más antigua del mundo, de 1830.

## Alemania

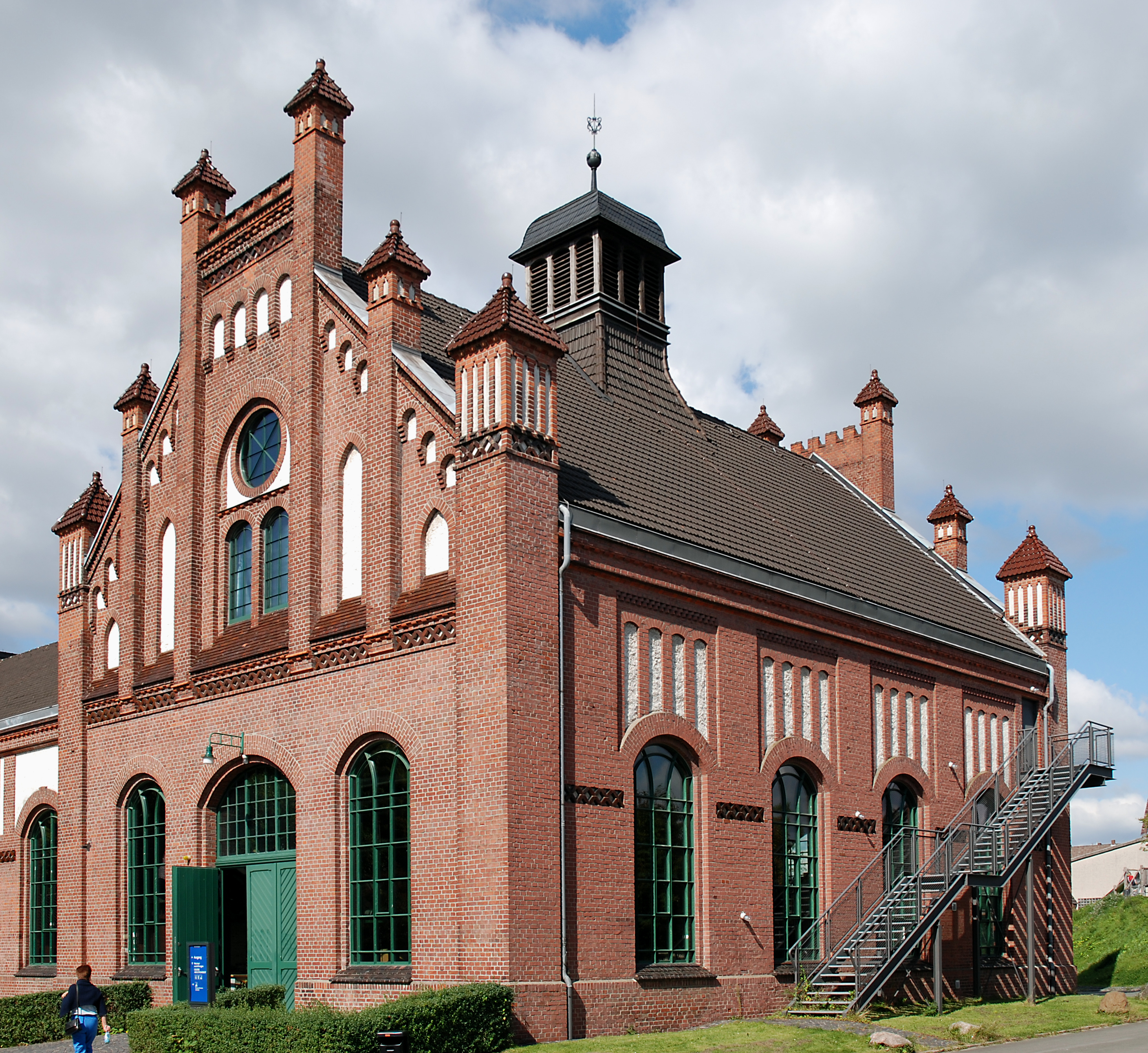
Edificio minero en la Mina de Zollern (Alemania).

La larga tradición industrial de Alemania se ha visto refrendada por la materialización de numerosos proyectos museísticos basados en la difusión del Patrimonio Industrial.
Destaca el Museo Alemán de la Mina de Carbón. Esta edificación está dominada por una alta torre de 68 metros —pozo Zollern 2/4—. Desde ella se puede disfrutar de una magnífica vista de la ciudad de Essen y se ha convertido en símbolo de la localidad. Bajo dicha torre, se localiza un museo que es entre los de su género el más importante en el mundo.
Así mismo, desde mediados de los 80, Alemania ha promovido la conservación de cuatro grupos de hornos altos del siglo XX: ejemplares aislados de Nuenkirchen y Hatigen y las plantas siderúrgicas de Völklingen y Duisburg-Meiderich, en las que se han preservado los procesos de producción íntegramente. 
Es destacable el caso de Völklingen, el mayor emporio manufacturero de perfiles metálicos de Alemania. Tras su cierre en 1986 se han conservado todos los elementos del sistema productivo, un gran coloso de hierro cuya promoción turística le ha convertido en una importante fuente de beneficios. En diciembre de 1994 la Unesco proclamó a este conjunto histórico-industrial Patrimonio de la Humanidad.

## España
España es un país que se industrializó de forma desigual, lo que explica que sean las regiones donde más se asentó la industria las mismas que conservan mayor patrimonio y en las que existe mayor número de asociaciones dedicadas a esta tarea, como ocurre en Andalucía, Asturias, Cataluña, Comunidad Valenciana, y País Vasco. Desde 2001 existe un Plan Nacional de Patrimonio Industrial aunque ya en la Ley de Patrimonio Histórico español de 1985 se reservó un apartado para el patrimonio "científico y técnico". 

### Andalucía

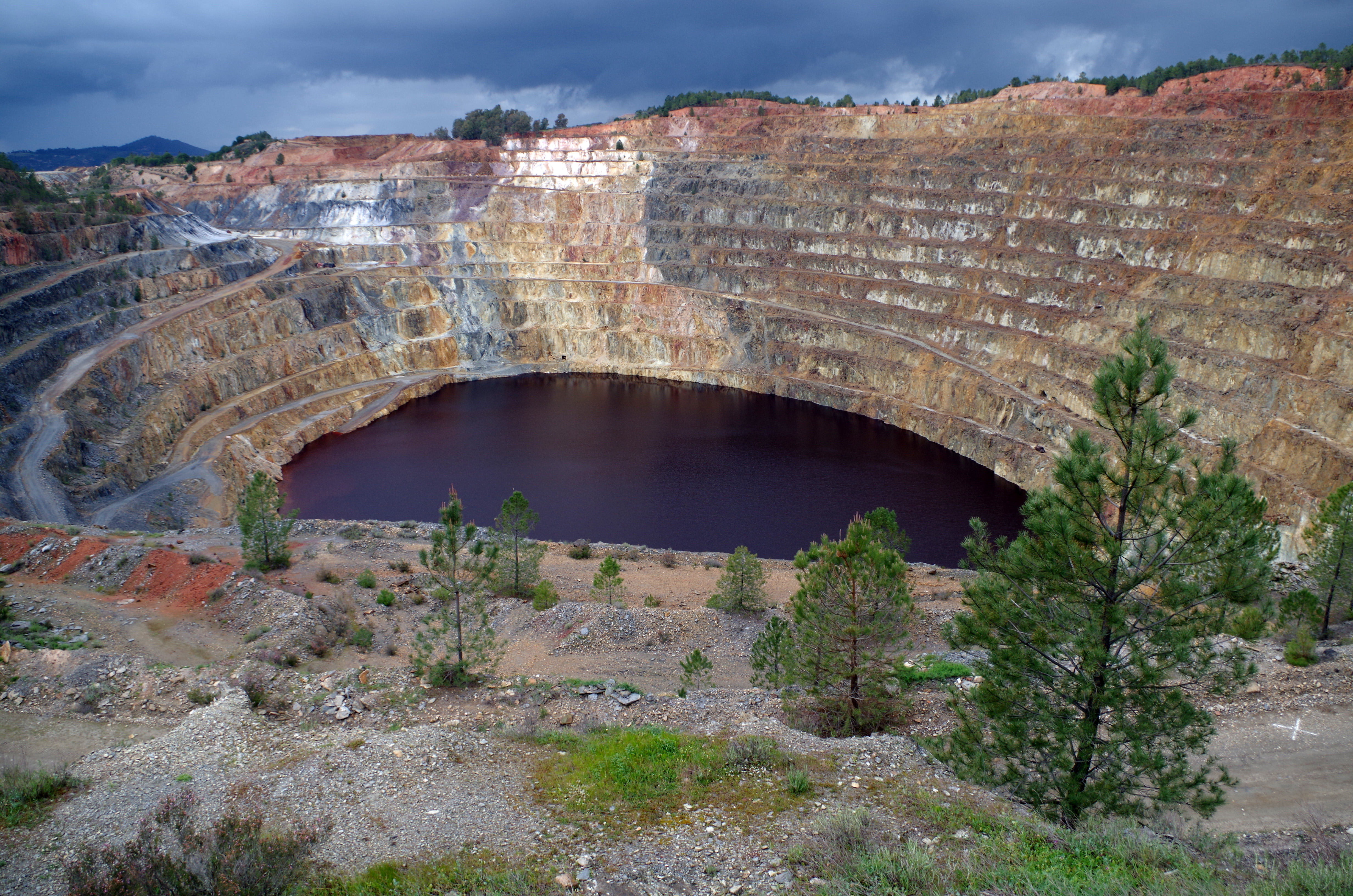
Corta Atalaya (Minas de Riotinto).

La industrialización andaluza ha sido hasta hace poco sólo relativamente conocida. Ni siquiera sus grandes hitos fundacionales como los altos hornos de Marbella o de El Pedroso, las metalúrgicas sevillanas, la minería de Linares, Almería o Riotinto, las fábricas textiles de Málaga, las azucareras de la costa oriental, las almazaras del valle del Guadalquivir, las bodegas de Montilla y el Marco de Jerez (Jerez de la Frontera, El Puerto de Santa María y Sanlúcar de Barrameda) o los astilleros de Puerto Real y Cádiz, por citar algunos ejemplos, han sido valorados convenientemente. Hoy, los estudios de Historia Económica llevados a cabo en diferentes universidades andaluzas, la enseñanza en los distintos niveles educativos, la labor de los Gabinetes Pedagógicos de Bellas Artes y las tareas de difusión por ayuntamientos y algunas grandes empresas han contribuido a poner de relieve una realidad patrimonial oscurecida por el mito del fracaso de la Revolución Industrial y la temprana desindustrialización andaluza.
La Fundación DETEA organiza desde el año 2002 los Premios DETEA al Fomento de la Arquitectura Industrial en Andalucía. En la Categoría de Patrimonio Industrial, cada año sale a concurso una propuesta para la rehabilitación de un edificio del patrimonio industrial andaluz, entre otros:

### Asturias

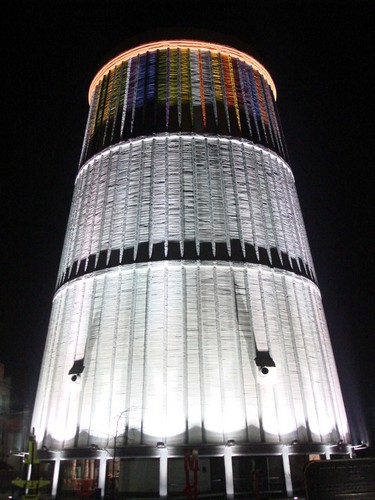
Museo de la Siderurgia de Asturias, en La Felguera.

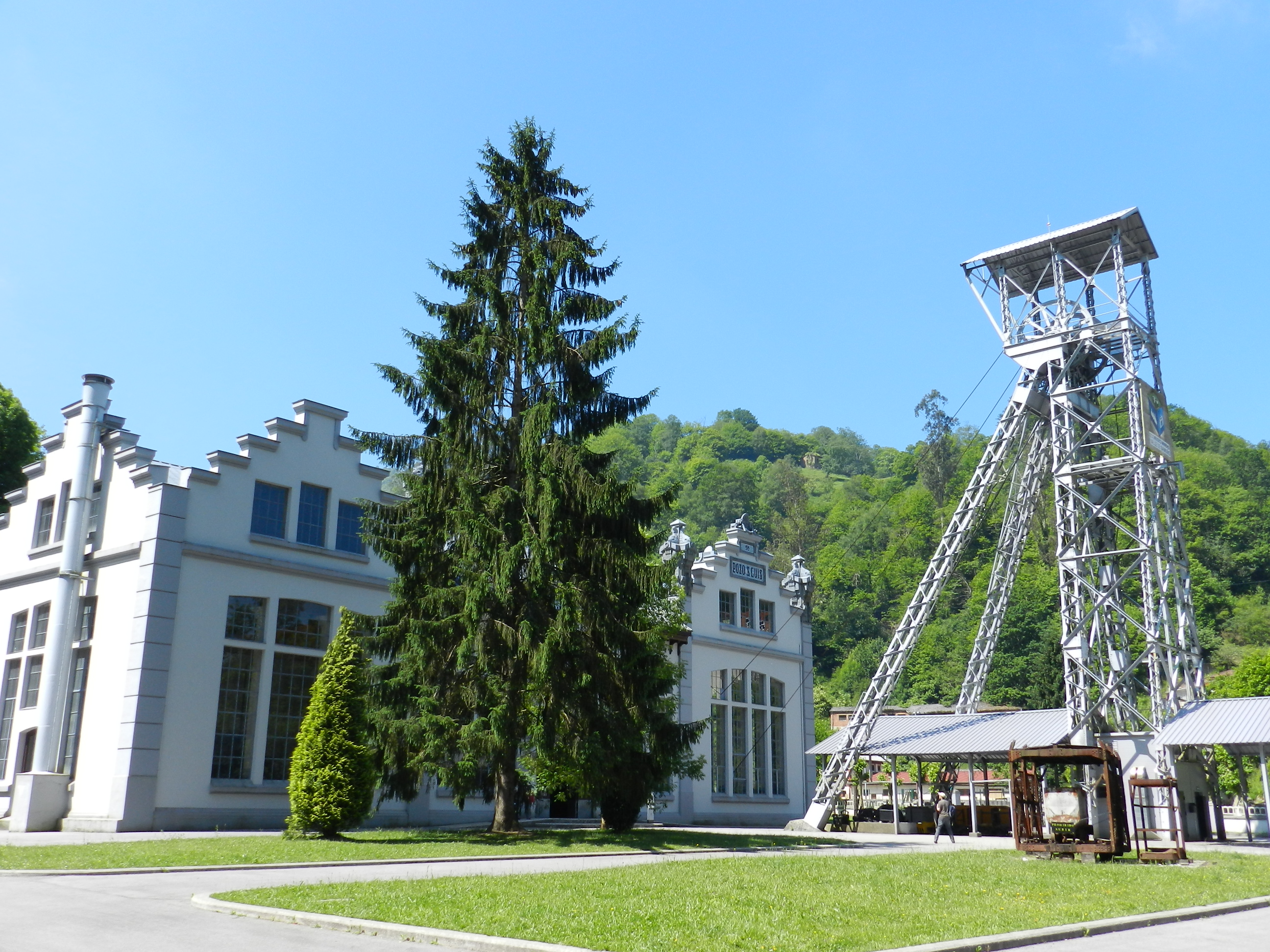
Pozo San Luis, final del tren turístico del Valle de Samuño.

Asturias conserva un rico patrimonio industrial derivado de la minería, la siderurgia y los ferrocarriles, con ejemplares únicos en España, como son dos plantas siderúrgicas aún en activo en Gijón y otra en Avilés, propiedad de la multinacional Arcelor. La primera mantiene los dos únicos hornos altos en funcionamiento de España, y la segunda todavía conserva sus enormes naves de laminación y algunas otras instalaciones. En toda la comarca de Avilés restan numerosos ejemplos de la última oleada de industrialización, relacionada con Ensidesa, como el poblado de Llaranes.
En las Cuencas Mineras se concentra el mayor número de castilletes de mina de la península. Estos castilletes —tanto activos como abandonados— son mayoritariamente de carbón, y propiedad de Hunosa en su práctica totalidad. Muchos de ellos han entrado en 2007 en un programa regional de protección y conservación. Los más antiguos fueron construidos mediante la técnica del roblonado. En las cuencas se encontraba el más importante centro siderúrgico, la Fábrica de La Felguera (Langreo), de origen decimonónico y que tras su cierre en 1984 conserva un buen número de edificios tanto pertenecientes a la fábrica como relacionados indirectamente con ella. 
Destaca también su intrincada red ferroviaria de vía estrecha, la más compleja de España y en su día la que mayor variedad de anchos de vía registró en Europa, dadas las diferentes necesidades empresariales que le dieron origen, llegando a tener con el Ferrocarril de Langreo, hasta su absorción por FEVE, el ferrocarril en activo más longevo del mundo. Actualmente FEVE y RENFE ostentan la titularidad estas instalaciones. De éstas, restan numerosos ejemplos de estaciones y otras instalaciones ferroviarias.
En Asturias se encuentran asimismo llamativos ejemplos del llamado paternalismo industrial, con poblados actualmente protegidos, incluso algunos convertidos en museos. El ejemplo más destacado es el poblado de Bustiello (Mieres) y, entre otros, Solvay-Lieres, Arnao en Castrillón o Llaranes en Avilés 
Entre otros museos de carácter industrial, pueden citarse el Museo de la Minería (MUMI) en San Martín del Rey Aurelio, el Museo de la Siderurgia (MUSI) en La Felguera (Langreo), el Ecomuseo minero y ferrocarril del Valle de Samuño (Langreo), el Museo del Ferrocarril de Gijón o el Museo Etnográfico de Grandas de Salime con instalaciones preindustriales.
El patrimonio industrial es un tema que despierta un interés creciente en la sociedad asturiana, viéndose reflejado con frecuencia en la prensa. En torno al tema han surgido asociaciones como el INCUNA reconocida editora de publicaciones y organizadora de encuentros internacionales sobre patrimonio industrial. También es creciente el interés manifestado por grupos de ciudadanos a través de iniciativas como las representadas por el colectivo Monsacro, el Centro de Estudios del Alfoz de Gauzón, la Asociación de Patrimonio Histórico Industrial de Trubia o la Asociación Santa Bárbara.

### Castilla y León

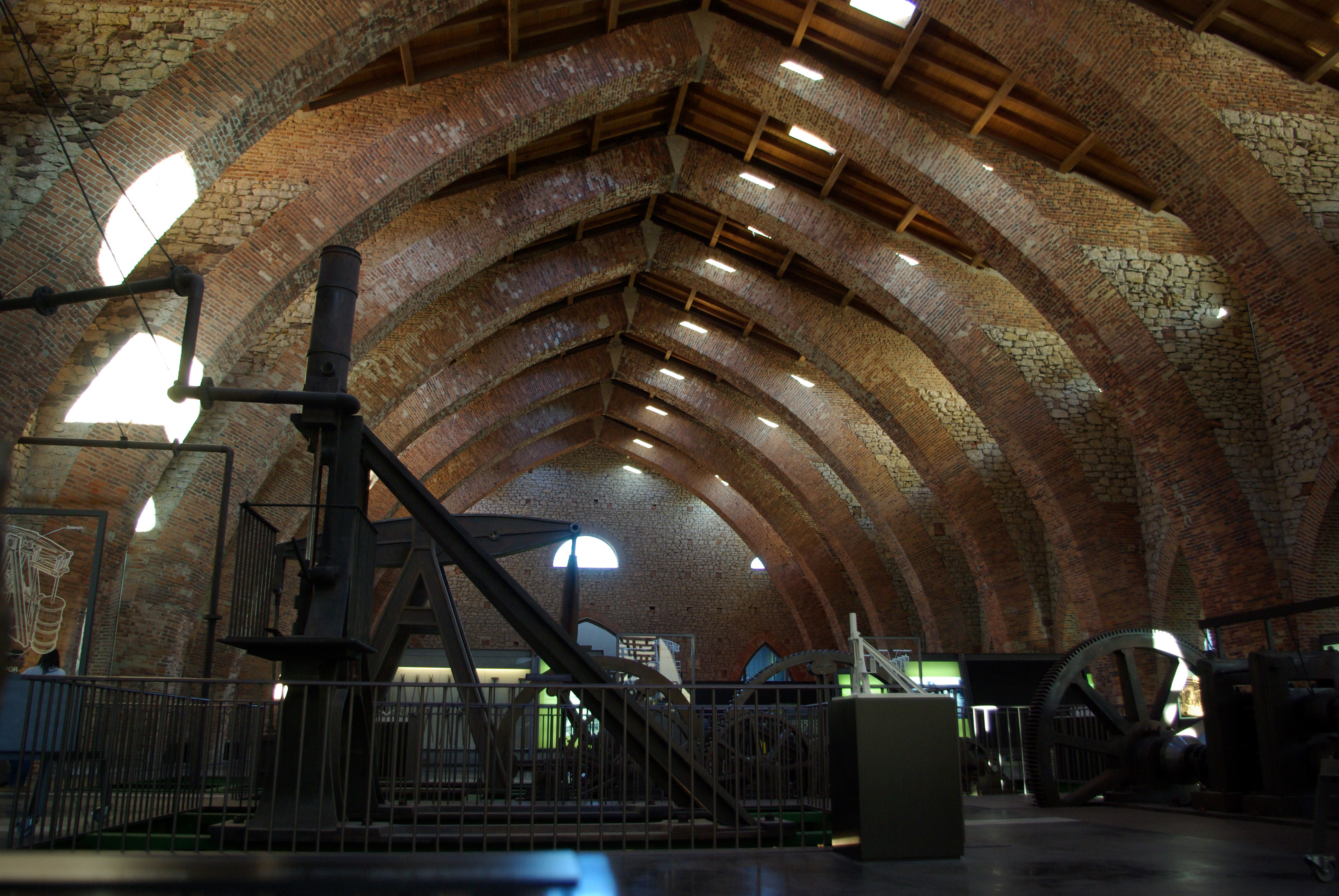
Museo de la Siderurgia de Sabero.

El patrimonio industrial de la comunidad autónoma de Castilla y León se encuentra repartido por todo su territorio y comprende un variado número de instalaciones industriales.
Las instalaciones que forman parte del patrimonio industrial de la Comunidad son: aserraderos, batanes, bodegas, caleras, esquileos, fábricas, fraguas y potros, lagares, lavaderos de lana, molinos de viento, pegueras, tejeras, telégrafos ópticos, yeseras, etc. Existen numerosos centros culturales y museos dedicados al patrimonio de la región, como el Museo de la Siderurgia y la Minería de Castilla y León (Sabero), Museo del Ferrocarril de Aranda de Duero, Museo de la Energía (Ponferrada), Centro de Interpretación de Barruelo, el Museo Textil de Béjar, el MUHACALE (Gordoncillo), el Museo Mina Esperanza (Olmos de Atapuerca), entre otros.
La Asociación Llámpada. Patrimonio Industrial, de Valladolid, se dedica a la protección, estudio y difusión del patrimonio industrial de Castilla y León. Edita la revista Llámpada.
Además, la Asociación para Recuperación del Patrimonio Industrial (ARPI) trabaja para la recuperación y puesta en valor del patrimonio industrial, con importantes actuaciones en Barruelo de Santullán y comarca.

### Cataluña

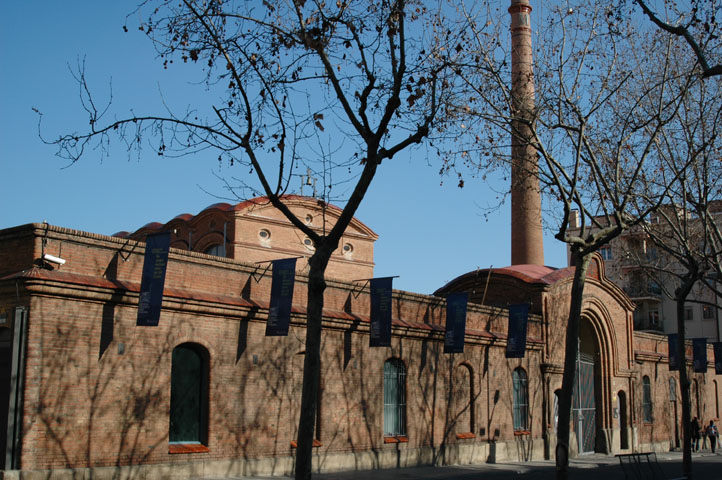
Vapor Aymerich, hoy Museo de la Ciencia de Tarrasa.

Cataluña cuenta como representante más destacado en cuanto a protección y promoción del patrimonio industrial al Museu de la Ciència i de la Técnica de Catalunya ubicado en Tarrasa.
El patrimonio industrial catalán es muy vasto y está siendo objeto de especial atención, como el caso de las industrias textiles del río Ter, con su museo industrial o Can Batlló en Barcelona.
En cuanto a patrimonio ferroviario, cuenta con notables ejemplos como los funiculares de Montjuich y el Tibidabo en Barcelona, y el ferrocarril de cremallera de Nuria en Gerona.

### Comunidad Valenciana

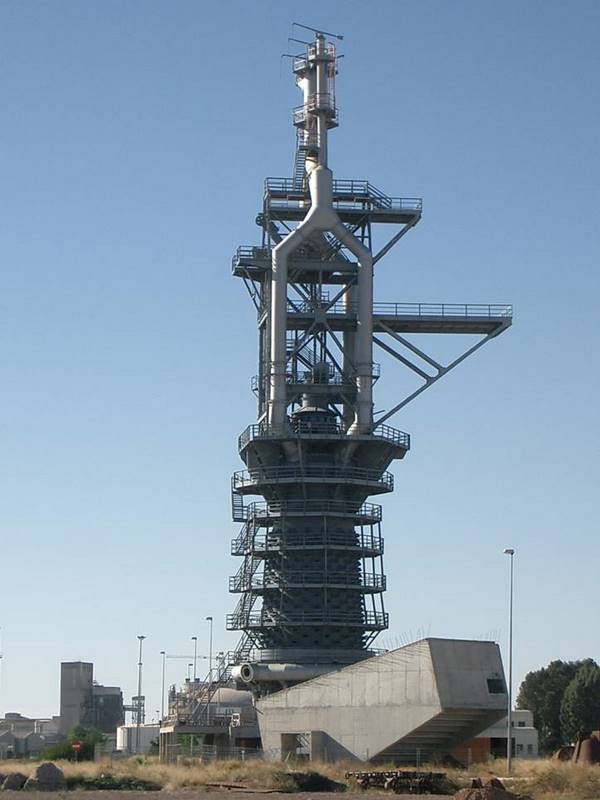
Horno Alto nº2, en Puerto de Sagunto Valencia.

En la Comunidad Valenciana se conservan numerosos elementos de patrimonio industrial: papel, calzado, alimentación, electricidad, metal, textil y confección, mueble, juguete y cerámica...
La provincia de Valencia cuenta con la Fundació de la Comunitat Valenciana de Patrimoni Industrial i Memòria Obrera de Port de Sagunt,
También en la provincia se encuentran el Museo del Vino de Utiel-Requena, el Museo del Arroz en Valencia, el Museo de la Rajolería de Paiporta, el Museo de la Cerámica de Manises, el Museo González Martí de Cerámica, la Colección de electrodomésticos Alfaro Hofmann en Godella, el Museo de la Imprenta en El Puig, el Museo municipal del Trenet sobre el Ferrocarril Metropolitano de Valencia, el Museo de la Indumentaria en el Palacio del Barón de Bellvert, el Museo Textil de Onteniente, el Colegio Mayor de la Seda de Valencia, el Museo Garín de la Seda en Moncada y el Museo del Transporte en los talleres de la estación del Norte de Valencia.
La provincia de Castellón cuenta con el Museo del Azulejo Manolo Safont de Onda y el Museo de la Cerámica de Alcora, erigido en 1907.
Se encuentran en la provincia de Alicante el Museo del Calzado de Elda, el Museo Valenciano del Juguete de Ibi (fábrica de juguetes Payá), el Museo del Juguete Monllor de Denia y el de Onil (fábrica de juguetes Rico). La industria alimentaria está representada en la Granja-museo dedicada al vino en Jalón, los museos del Chocolate Clavileño y del Chocolate Valor en Villajoyosa, y el Museo didáctico del Turrón en Jijona. Aún pueden localizarse también los restos de la industria textil y metalúrgica en la Hoya de Alcoy —como en La Maquinista de Alcoy— y la papelera en Bañeres. Y finalmente se cuentan el Museo de Alfarería de Agost y el Museo del ferrocarril en Torrellano —una pedanía de Elche— donde se exhibe la primera diésel JOB que circuló por España. Villena cuenta, además de con algún importante edificio industrial como la Electro-harinera (futura sede del museo municipal), con dos pedanías industriales: La Encina (poblado ferroviario puro surgido a finales del siglo XIX para albergar las infraestructuras y las viviendas de los trabajadores de este importante nudo ferroviario) y La Colonia de Santa Eulalia (una antigua colonia agroindustrial pendiente de rehabilitar que albergaba fábricas de harinas, alcoholeras y almazaras). Mientras que en Biar se encuentra un antiguo nevero también pendiente de rehabilitar, al igual que en Alicante sucede con los silos de San Blas y la antigua Refinería La Británica.
El patrimonio industrial de la provincia se focaliza en las riberas de los ríos, como el Barchell —industrias del tinte—, Molinar —molinos de papel y de harina, construidos entre 1820 y 1840 en Alcoy— o Vinalopó —fábrica de papel de Bañeres—, con el propósito de aprovechar la fuerza motriz del agua. Destacan las actividades relacionadas con la producción de naranjas en la Ribera y la Safor a la vera de los ríos Júcar, Magro y Serpis y próximas a sectores importantes como la producción naranjera.

### País Vasco

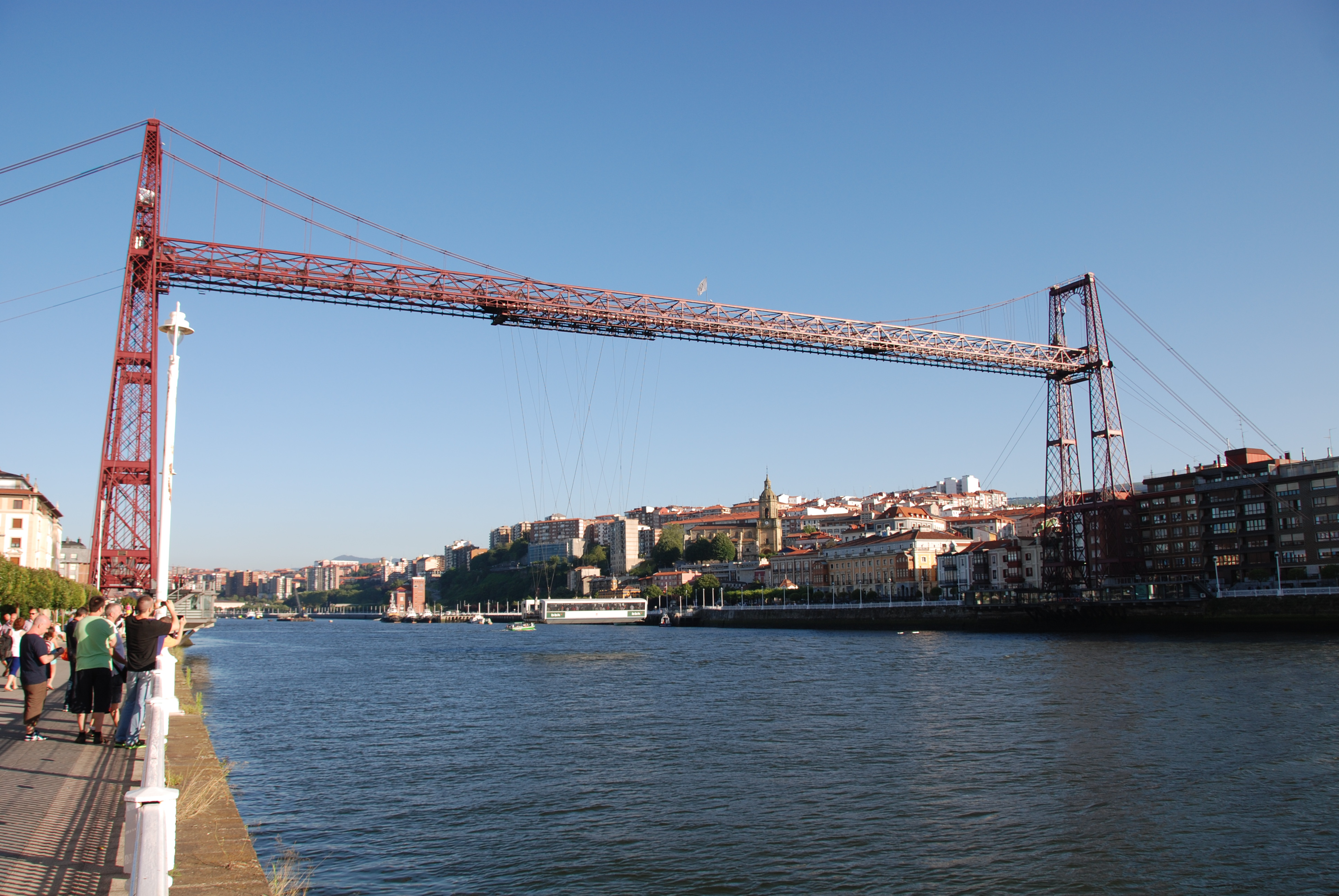
Puente de Vizcaya, País Vasco (España), patrimonio industrial y Patrimonio de la Humanidad.

La Asociación Vasca de Patrimonio Industrial y Obra Pública, AVPIOP-IOHLEE, nació en 1984 con el objetivo de salvaguardar y proteger el patrimonio industrial, conscientes de que los valores históricos, artísticos y tecnológicos que este patrimonio encierra aportan una nueva dimensión para el desarrollo de la propia cultura vasca.

### Otras regiones
La presencia de Patrimonio Industrial en el resto de regiones españolas está vinculada a su menor grado de industrialización, aunque existen numerosos ejemplo relevantes en Cantabria y Madrid (especialmente), Galicia (sobre todo el denominado "preindustrial" (a excepción de Ferrol o Vigo) o Aragón.

## Portugal

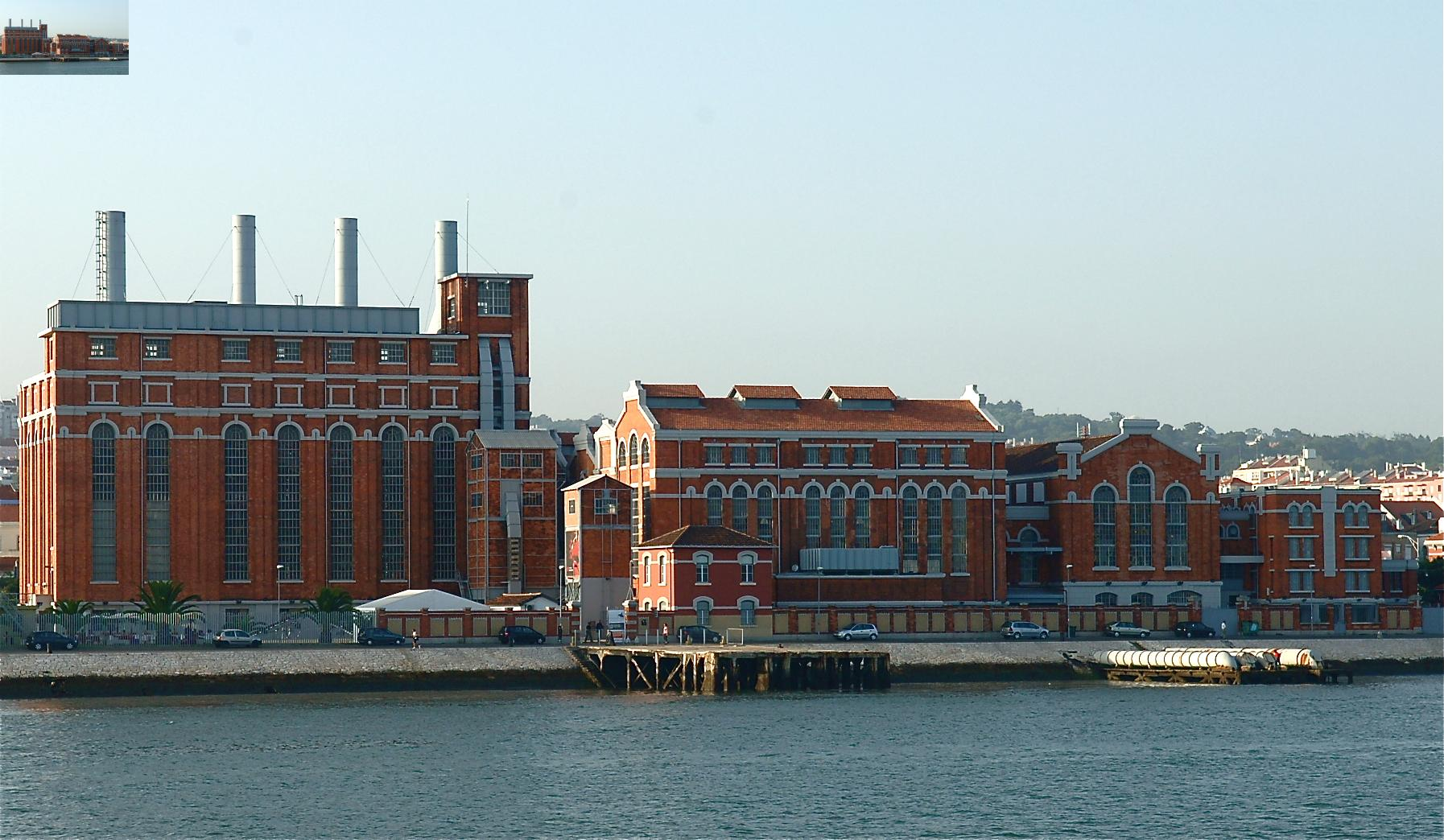
Conjunto de la Central Tejo, actual Museo de la Electricidad.

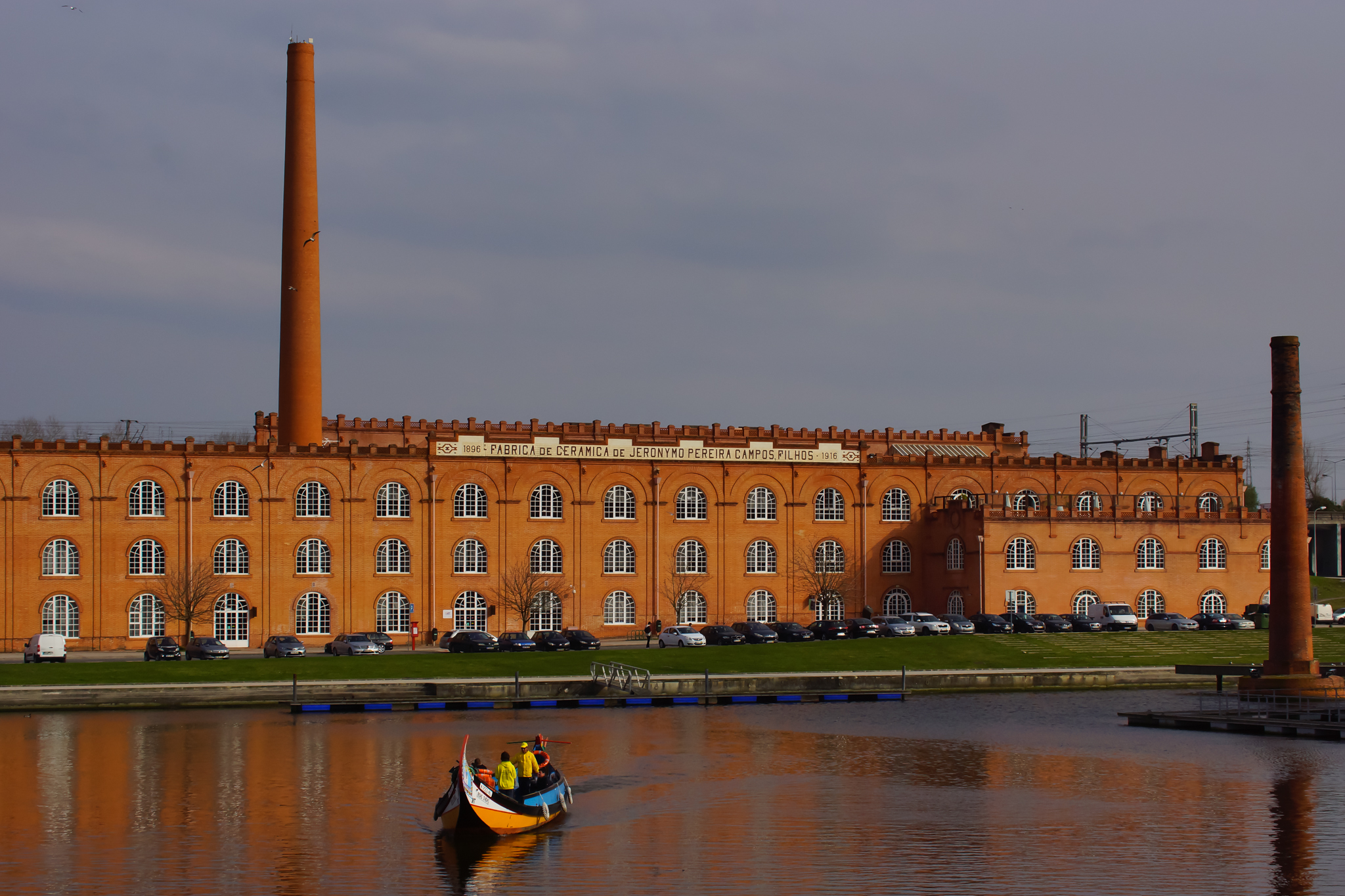
Antigua Fábrica Cerámica de Aveiro.

Al igual que España, Portugal se industrializó de manera tardía y desigual, destacan dos centros de gran importancia: el eje norte entre Porto y Braga y la región y ciudad de Lisboa. Existe en Portugal la Associação Portuguesa para o Património Industrial (APPI) la cual gestiona actividades y proyectos, denuncia agresiones y pone en valor su patrimonio industrial.
De la zona norte merece especial atención la ciudad de Porto, la primera ciudad industrial de Portugal con actividades en textil, fundición, molienda, peletería, electricidad, fósforos, siderurgia, etc. Casi toda su industria fue concentrándose a orillas del río Duero, conservándose aun hoy, en mejor o peor estado, una importante cantidad de centros fabriles. Desde hace unos años, está en proceso de abertura un Museo de la Industria de Porto.
También en la zona norte destaca el Vale do Ave, una zona de montaña entre Porto y Braga con una fuerte producción industrial especializada en el textil. Debido al cierre progresivo de sus industrias hace unas décadas, se decidió darle otro impulso económico a la región; así, se creó una Ruta de Patrimonio Industrial que recorre toda la cuenca del río Ave atravesando todas sus poblaciones, restaurando la mayor parte de sus vestigios industriales, potenciando el turismo y poniendo en valor su patrimonio.
En la capital lusa se pueden destacar tres grandes zonas industriales: Oriente, Belém y Alcântara. Las dos primeras sufrieron un proceso de rehabilitación y limpieza de sus vestigios industriales, el primero a raíz de la Expo '98 y, el segundo, debido a la importancia monumental de la zona (donde se sitúa el Monasterio de los Jerónimos, la Torre de Belém, etc.). No obstante, tanto en una zona como otra, aún quedan diversas fábricas y conjuntos industriales, que no dejan más que justificar la importancia de la industrialización lisboeta. En Oriente (Xabregas, Chelas, Marvila, Braço de Prata, Sacavém, etc.) se encuentran una gran cantidad de vestigios, incluso en buen estado de conservación, como el gran conjunto de la Manutención Militar, la Torre Galp y el Museo del Agua. En Belém, en cambio, fueron destruidas la mayoría de sus industrias, salvándose, casi sin excepción, la Cordoeria Nacional da Junqueira y, frente a ella, la Central Tejo, convertida hoy en Museo de la Electricidad, un ejemplo único en Europa de central termoeléctrica, con estructura de hierro y paramentos de ladrillo, su estética va desde el modernismo, hasta el clasicismo.
Finalmente, Alcântara fue uno de los grandes centros industriales de Lisboa. Actualmente integrada plenamente a Lisboa, antaño se situaba a las afueras de la capital, por eso, allí se situaron una gran cantidad de industrias y barrios obreros. En el centro neurálgico del barrio, cerca del Largo del Calvario, se encuentra una de las zonas fabriles mejor conservadas y, aunque la mayoría de fábricas han sido rehabilitadas como viviendas, concesionarios o pubs, todavía se mantiene su estructura y urbanismo. Aun así, dos de las mayores fábricas siguen en pie: la de la Companhia de Açúcar de Moçambique y la Fábrica de Moagens e Massas Alimentícias A Napolitana, uno de los más bellos exponentes de arquitectura industrial de Lisboa, con decoraciones modernistas y vigas de hierro. Además, cerca de aquí también se encuentra el Museo de Carris, dedicado al transporte urbano de la ciudad.
Otro centro industrial de gran importancia es Aveiro y su distrito. Su ría fue la fuente de su riqueza y, con ella, la industria de extracción salina; aunque también destaca la producción de azulejos con la Fábrica de Jeronymo Pereira Campos, ejemplo de reutilización del patrimonio. En sus salinas fue creado el Ecomuseo Marinha da Troncalhada. Además, fuera de Aveiro, pero en su distrito, se encuentra el Museo da Chapelaria en São João da Madeira.

## América

### Perú
Desde el 2004 funciona en el Perú el comité Peruano de Conservación del Patrimonio Industrial - COPECOPI, cuyos objetivos son la conservación, promoción y difusión del patrimonio industrial peruano. El COPECOPI se formó luego de la celebración en Lima, el IV Coloquio Latinoamericano sobre Rescate y Preservación del Patrimonio Industrial, en julio del 2004.  Este evento, organizado por el Comité Internacional para la Conservación del Patrimonio Industrial (TICCIH) y el Museo de la Electricidad de ELECTROPERU, contó con el apoyo del comité Chileno del TICCIH y el Comité Mexicano para la Conservación del Patrimonio Industrial, y fue trascendental para que un grupo de participantes nacionales se abocara en la misión de crear una organización de esta nacionalidad para su conservación. El COPECOPI ha iniciado su labor con la presentación de exposiciones sobre la historia ferroviaria y la historia de la electricidad en el Perú.